# Plantago moorei
Plantago moorei (tiếng Anh thường gọi là Moore's Plantain) là một loài thực vật thuộc họ Plantaginaceae. Đây là loài đặc hữu của quần đảo Falkland. Môi trường sống tự nhiên của chúng là vùng cây bụi ôn đới. Chúng hiện đang bị đe dọa vì mất môi trường sống.